# ブリアーリア
ブリアーリア（伊: Briaglia）は、イタリア共和国ピエモンテ州クーネオ県にある、人口約300人の基礎自治体（コムーネ）。

## 地理

### 位置・広がり

#### 隣接コムーネ
隣接するコムーネは以下の通り。
- モンドヴィ
- ニエッラ・ターナロ
- ヴィコフォルテ